# Alpina lappona
Alpina lappona là một loài bướm đêm trong họ Geometridae.